# Pastinaca sativa

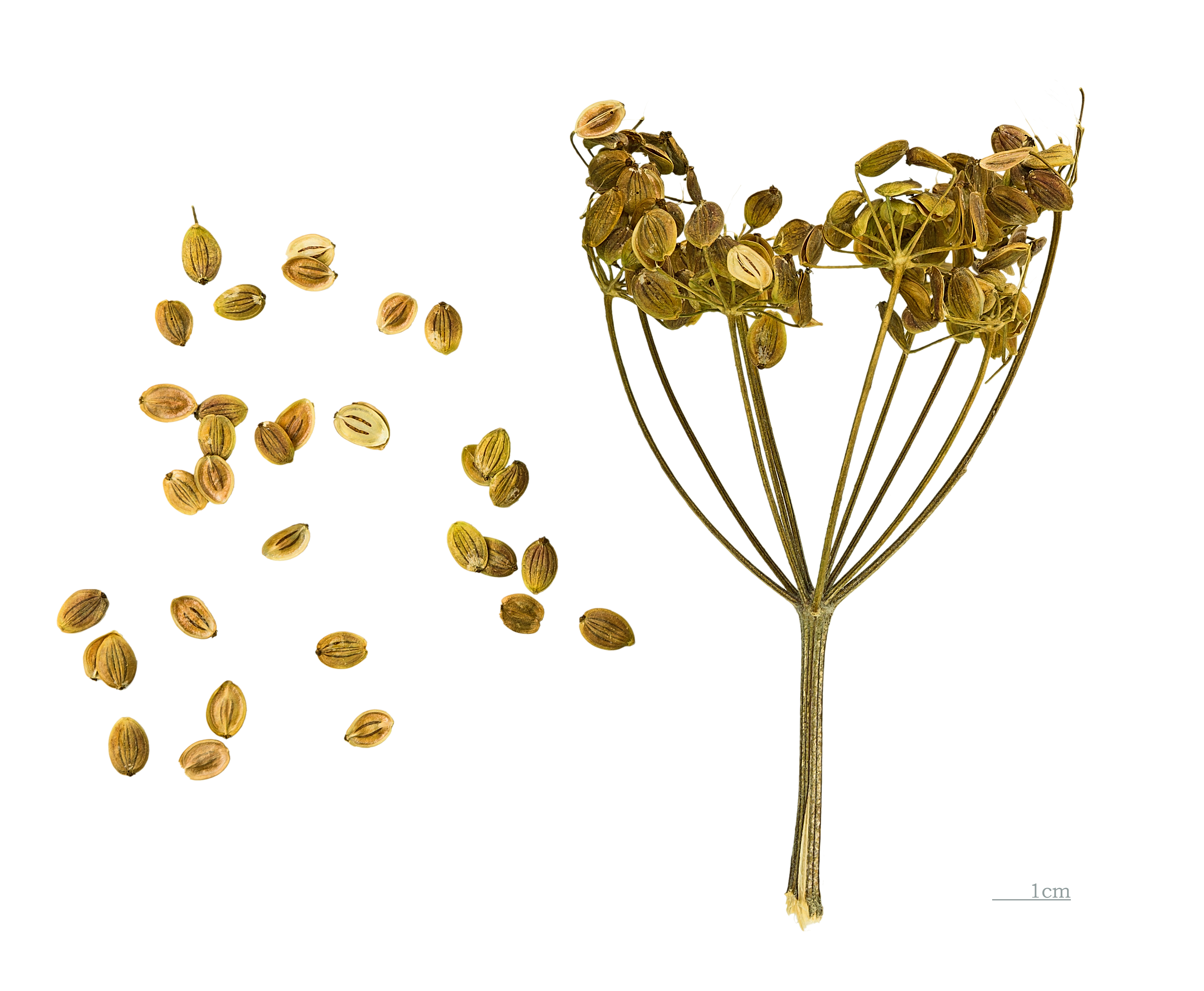
Semente de Pastinaca sativa

A cherovia ou pastinaca (Pastinaca sativa) é uma raiz que se usa como hortaliça. Relacionada com a cenoura, embora mais pálida e com sabor mais intenso do que esta, tem cultivo que remonta a tempos antigos na Eurásia. Antes da introdução da batata, a cherovia era um dos alimentos que ocupavam o seu lugar. Em Portugal, é cultivada na região da Serra da Estrela e na zona da Covilhã.

## Denominações
A raiz (ou bolbo) da Pastinaca sativa recebe as denominações populares de cherivia, cherívia, cherovia, chirivia, pastinaca ou pastinaga nas várias regiões de língua portuguesa pelo mundo.

## Nutrição
Consome-se a raiz primária e parte do hipocótilo cozida, em guisados e sopas. Dá sabor anisado. Apresenta mais vitaminas e sais minerais do que a cenoura. Por cada 100 g, apresenta as características nutricionais seguintes:
- Glúcidos: 19 g
- 55 kcal, 230 kJ
- Fósforo: 360 mg
- Fibra: 2 g
- Ferro: 0,7 mg
- Sódio: 12 mg
- Potássio: 541 mg
- Vitamina A: 30,0 UI
- Tiamina: 0,08 mg
- Riboflavina: 0,09 mg
- Niacina: 0,2 mg
- Vitamina C: 16 mg

## Cultivares
A cherovia é nativa da Eurásia e existem três variedades cultivadas:
- Panais Redonda Precoz
- Panais Média Grande
- Larga de Guernesey

## Cultivo
Não cresce em climas quentes, pois necessita geadas para desenvolver o seu sabor. É própria para regiões com curtas temporadas de crescimento e gosta dos terrenos arenosos e/ou limosos. Os terrenos argilosos e pedregosos não são bons para as suas raízes, produzindo deformações e tamanho pequeno da raiz. As sementes plantam-se no princípio da primavera, assim que o solo se possa trabalhar. A colheita é no final do verão, depois da primeira geada, e continua durante o outono, até o congelamento do solo. Mais do que em outras espécies de vegetais, as suas sementes deterioram-se em viabilidade se armazenadas muito tempo. Cada ano precisa de semente fresca. A planta é alimento de larvas de algumas espécies de lepidópteros.

## Perigo

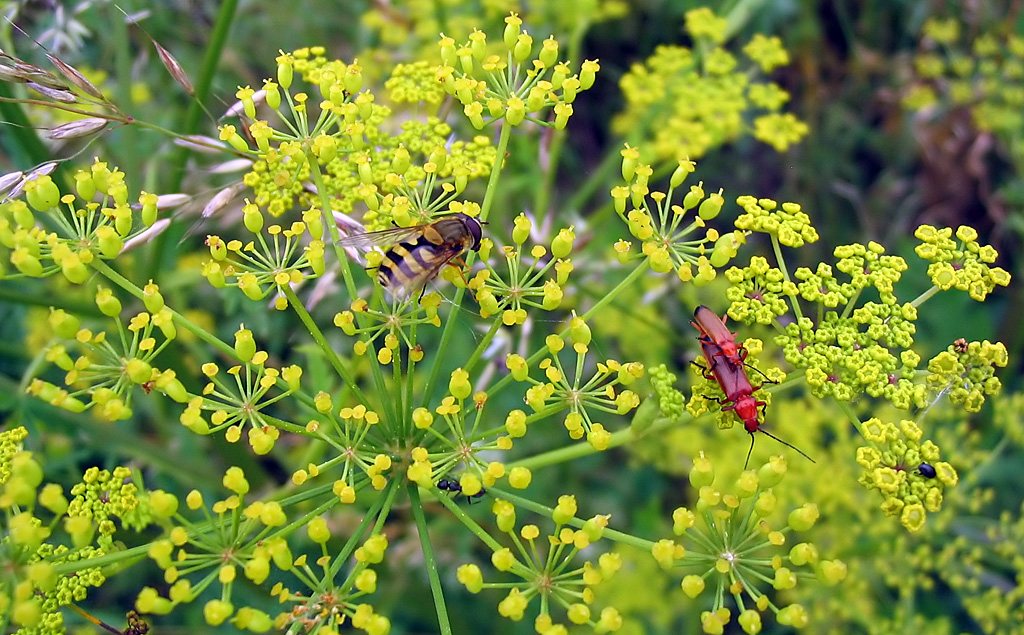
Flor de Pastinaca sativa.

Enquanto a raiz tuberculosa é comestível outras partes da planta são tóxicas, pelo que é necessário cuidado ao colher.
Atenção: Nunca confie nas informações da Wikipédia como fonte única para identificar plantas a serem consumidas, seja por pessoas seja por animais domésticos.